# Kremper Au (Stör)
Die Kremper Au (auch Krempau) ist ein orographisch linker Nebenfluss der Stör im Bereich der Naturräume Barmstedt-Kisdorfer Geest und Kremper Marsch. Sie mündet im  östlichen Teilgebiet der Gemarkung Borsfleth von Süden in den Flusslauf der Stör, ist ca. 20 km lang und entspringt im südlichen Teil der Gemarkung Brande-Hörnerkirchen. Von dort aus fließt sie nach Westen, unterquert zwischen Hohenfelde und Steinburg die A 23, unterquert in südlicher Richtung die L 112 und fließt dann in südwestlicher Richtung durch Süderauerdorf, Audorf und Süderau. Von Süderau fließt die Kremper Au in nordwestlicher Richtung nach Krempe, macht dann einen Bogen und fließt wieder in südwestlicher Richtung entlang Krempdorf und Borsfletherbüttel, wo sie einen Bogen nach Norden macht, durch Borsfleth fließt und schließlich bei Flusskilometer 45,8 in die Stör mündet. In Borsfleth wird die Kremper Au durch die Verlathschleuse bei hohen Wasserständen auf der Stör vor Überflutungen abgeschirmt.
Eine namensgleiche Kremper Au findet sich im Kreis Ostholstein.

## Historischer Verlauf
Ursprünglich verlief die Kremper Au mitten durch die Stadt Krempe, auch direkt am Rathaus Krempe vorbei. Auf der Rückseite des Rathauses ist symbolisch eine nicht originale Seilrolle zur Erinnerung angebracht, da dort auch Waren entladen und gelagert wurden. Durch die allmähliche Verschlickung wurde im Süden der Stadt der „Hohenfelder Umlaufkanal“ gegraben. Nach der Zuschüttung der originalen Au im Stadtgebiet um 1960 erinnern noch zwei symbolische Brücken an den ehemaligen Verlauf; gegenüber Rathausstraße Nr. 10 (Pastorat) findet sich, als Rest von ehemals sechs Übergängen, noch ein Eisengeländer.

### Bilder

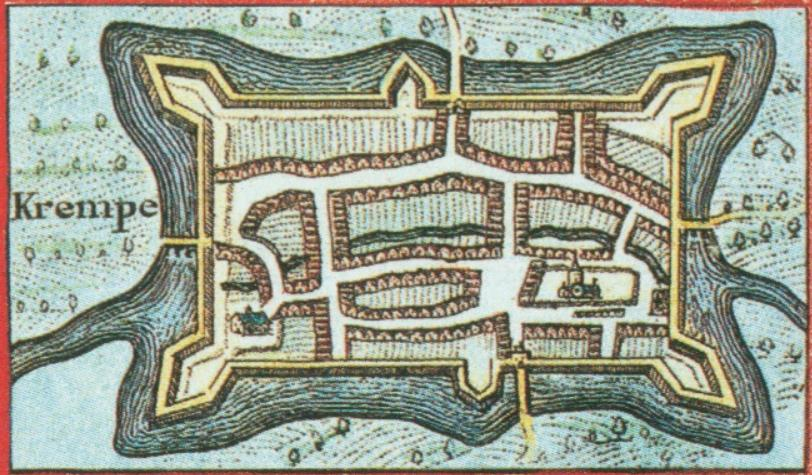
Stadtplan von Krempe mit dem Umfließen der Kremper Au. Enthalten in der Neuen Landesbeschreibung von Danckwerth/Kartograph: Johannes Mejer (1652)
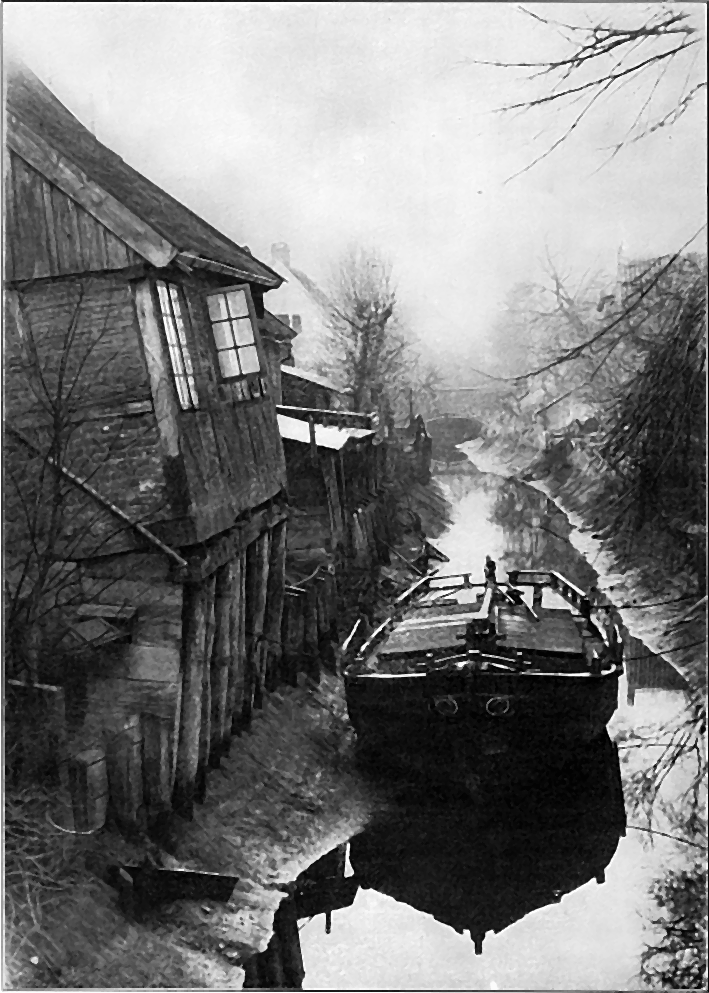
An der Kremper Au in Krempe bei Ebbe (1908)
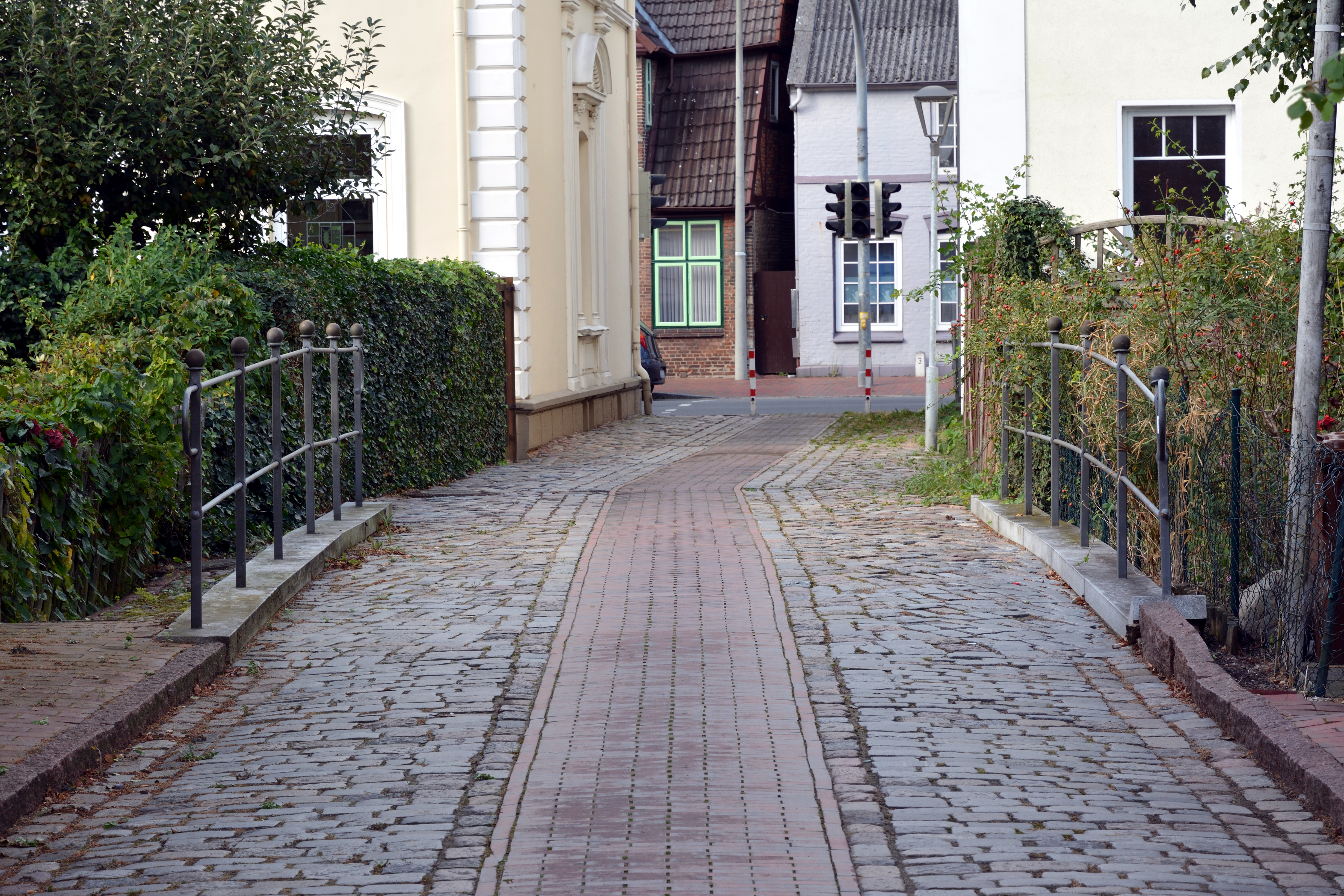
„Brücke bei Göttsch“[7]: Rathausstr. (Nr. 10) / Breitestraße,
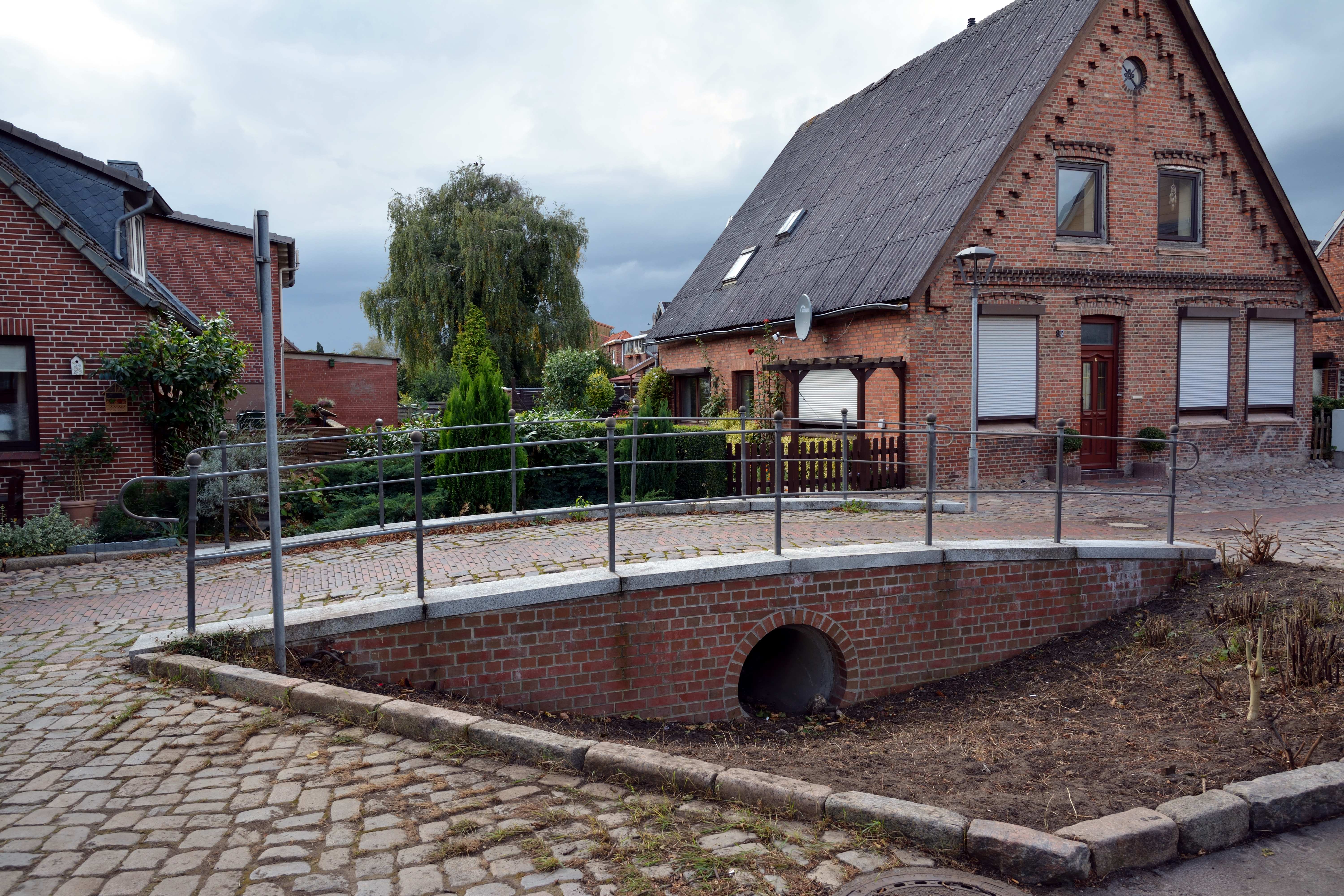
„Hohe Brücke“[8]: Rathausstr. (Nr. 34) / Breitestraße, simulierte Geländer erinnern an den alten Verlauf der Kremper Au

## Bildergalerie

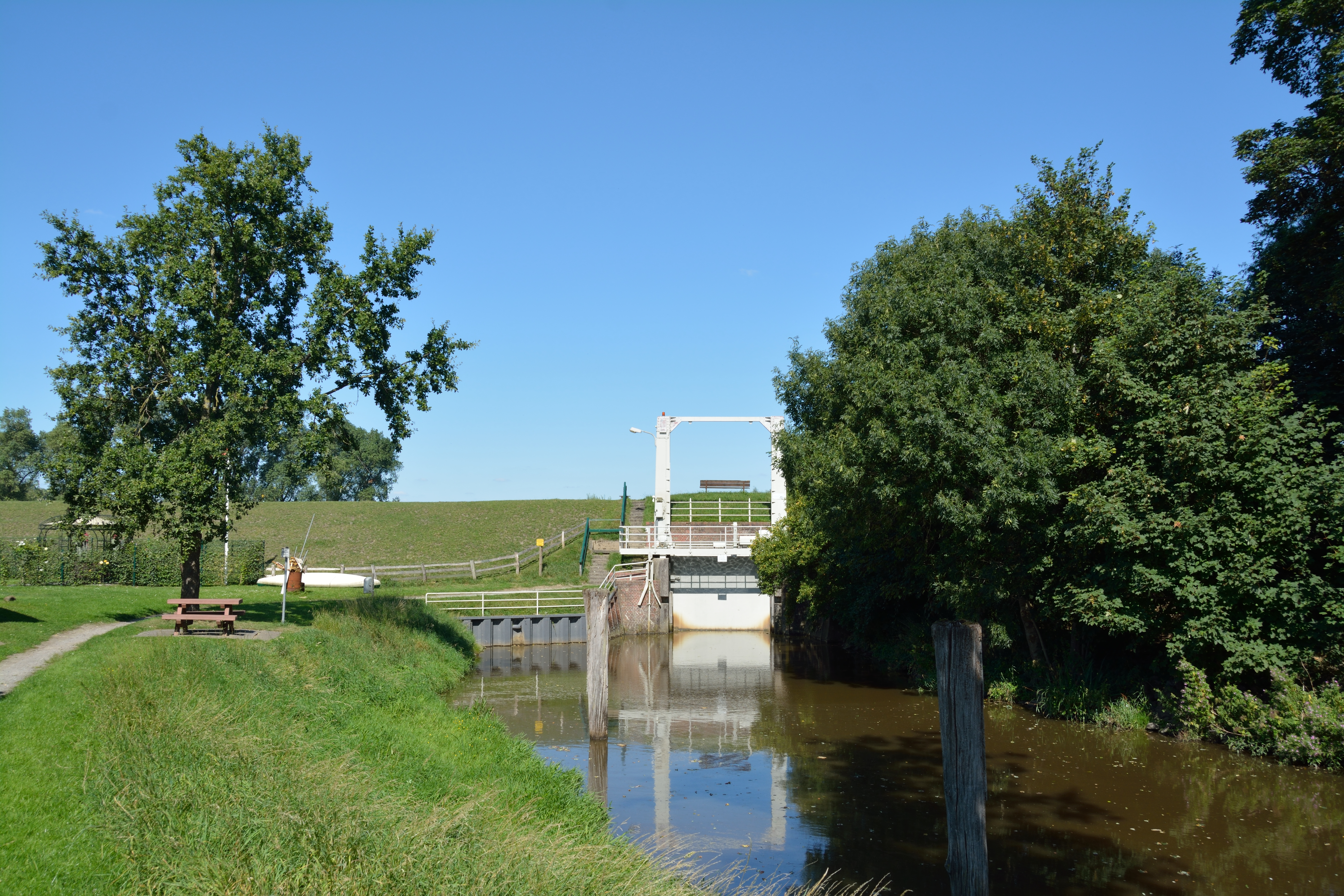
Die Verlathschleuse an der Kremper Au mit Rastplatz
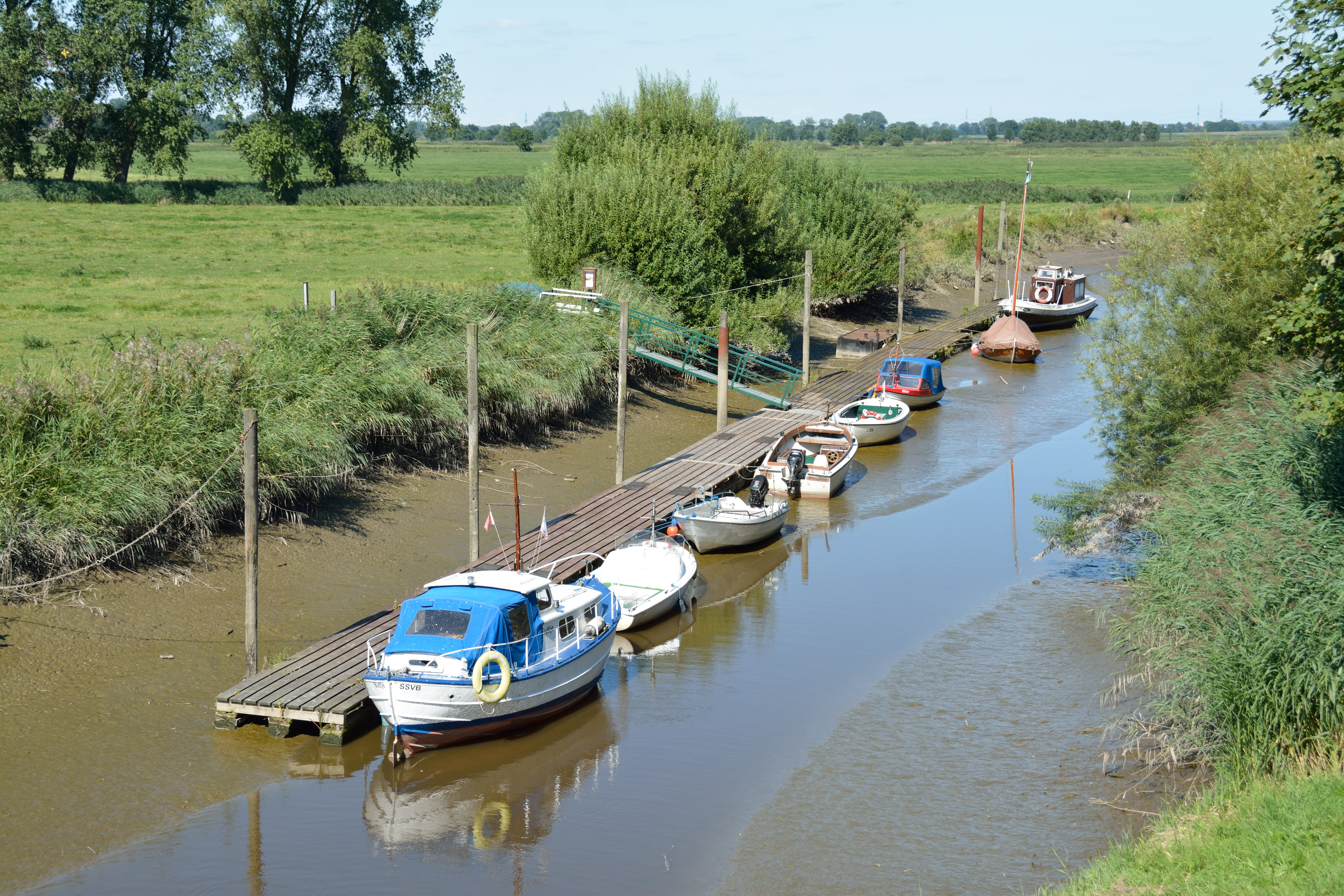
Nach der Verlathschleuse, die Stör hat Ebbe
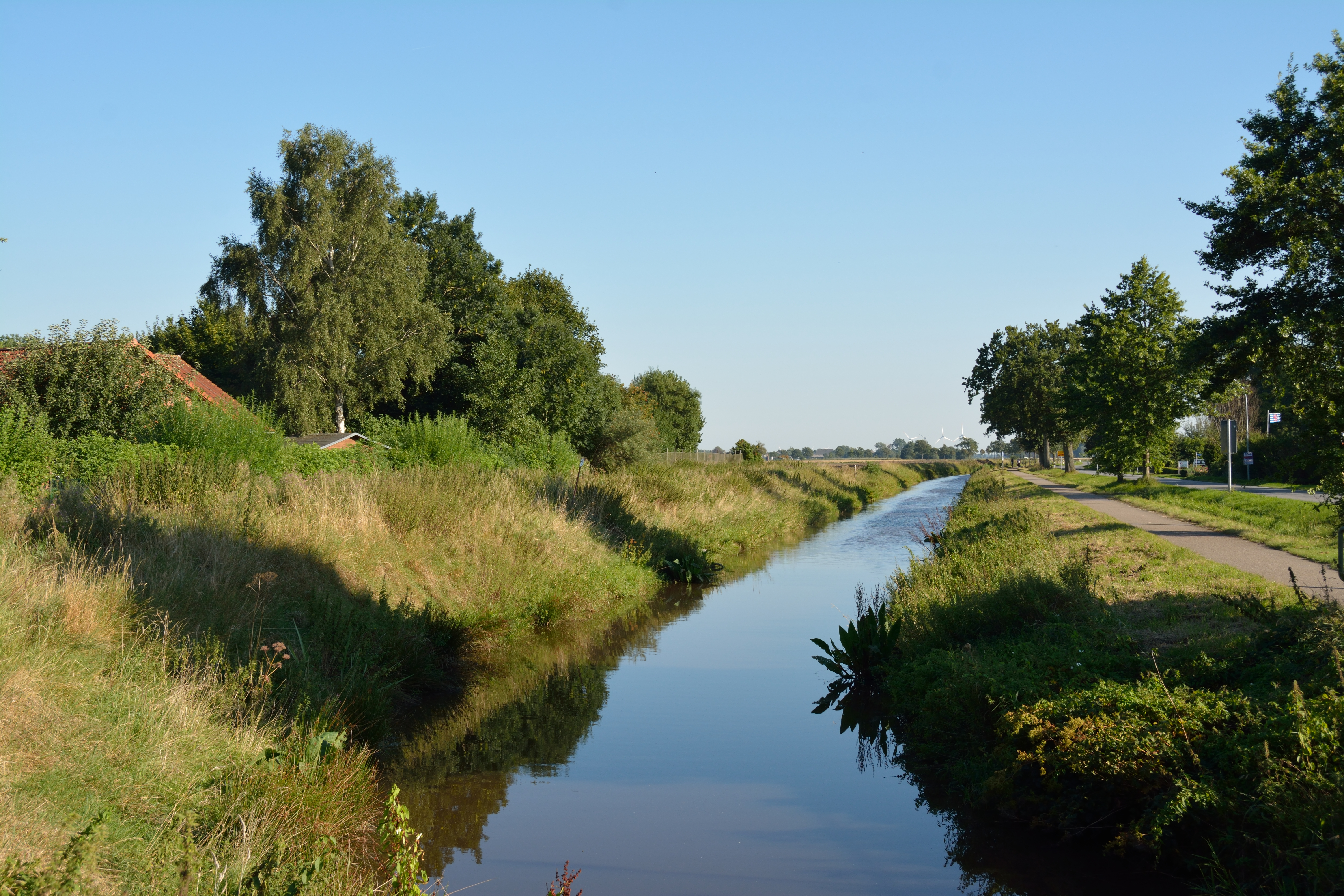
Kremper Au in Krempe